# Fèlix Martí i Ambel
Fèlix Martí i Ambel (Barcelona, 1938) is een Catalaanse filosoof, hoogleraar en cultureel activist.
Hij begon als docent filosofie en directeur van de propedeuse van het diocesane Institut Catòlic d'Estudis Socials (Katholiek instituut voor sociale studies) in Barcelona van 1968 tot 1970. Hij is ook directeur van de Stichting Jaume Bofill van 1969 tot 1971, wanneer hij door de franquistische dictatuur hij gevangen, gefolterd en veroordeeld wordt door de beruchte Rechtbank voor openbare orde (Tribunal de Orden Público), beschuldigd van “illegale propaganda”.
In 1974, het jaar van het overlijden van dictator Francisco Franco neemt hij deel aan de oprichting van de socialistische partij PSC-Reagrupament, die later door de Catalaanse Socialistische Partij (PSC) opgeslorpt werd.  In 1975 wordt hij in Rome verkozen tot voorzitter van Pax Romana, een internationale beweging van katholieke intellectuelen, een mandaat dat hij tot 1983 zal vervullen. In 1977, tijdens de Spaanse democratische overgang wordt hij juridisch gerehabiliteerd.
In 1984 sticht hij UnescoCat, de Catalaanse afdeling van Unesco, waarvan hij tot 2002 directeur en daarna erevoorzitter wordt. In 2005 wordt hij directeur van het Bureau voor religieuze zaken van Barcelona, een stedelijk initiatief voor het bevorderen van de religieuze vrijheid en het onderlinge respect tussen alle levensovertuigingen.  Hij is ook voorzitter van de niet-gouvernementele organisatie Linguapax, die de opvoeding voor de vrede door het leren van elkaars taal wil bevorderen. In 1993 wordt hij lid van het Plataforma per la Llengua en is hij actief in de katholieke padvinderij.
In 2007 heeft hij zijn uitgebreide archief aan het Catalaans Nationaal Archief (Arxiu Nacional de Catalunya-ANC) geschonken. Dit bevat een groot aantal documenten en boeken over zijn meer dan veertig jaar activiteit in diverse verenigingen van het maatschappelijke middenveld tijdens het einde van de dictatuur en de begin van de Spaanse democratie.
Voor zijn culturele inzet kreeg hij onder meer de Unescomedaille voor Mensenrechten in 1995 en in 2002 het erekruis Creu de Sant Jordi van de Catalaanse regering.

## Werken
- Diplomàtic sense estat (Diplomaat zonder staat, 2006)[5]
- Déus desconeguts (Onbekende goden, 2013)[6]

- Biblioteca Nacional de España: XX912843
- Catàleg d'autoritats de noms i títols de Catalunya: 981058513935506706
- International Standard Name Identifier: 0000 0003 6937 0950
- Library of Congress Control Number: n2007067953
- Virtual International Authority File: 28986493
- WorldCat: E39PBJdh4jv9J6mWJKCVb9CYT3